# Lasconotus decisa
Lasconotus decisa is een keversoort uit de familie somberkevers (Zopheridae). De wetenschappelijke naam van de soort werd in 1863 gepubliceerd door Francis Polkinghorne Pascoe.